# Stars on 45 volume 3
Stars on 45 volume 3 is een medley van Stars on 45 uit 1981. Het was de derde hit die Jaap Eggermont in dit project uitbracht.
De single is samengesteld uit thema's uit filmmuziek, zoals uit Star wars en The good, the bad and the ugly, en intro's van liedjes, zoals van Free (Alright now) en Bruce Springsteen (Fire). De single bereikte de top 10 in Nederland en België.

## Samenstelling
| Lied                                  | 7" single | 12" single |
| ------------------------------------- | --------- | ---------- |
| Thema uit Star wars                   | 0:14      | 0:14       |
| Can't give you anything (but my love) | 0:19      | 0:19       |
| Kung-fu-fighting                      | 0:17      | 0:17       |
| Layla                                 | 0:14      | 0:14       |
| Alright now                           | 0:16      | 0:16       |
| Fire                                  | 0:10      | 0:10       |
| Do ya think I'm sexy                  | 0:13      | 0:13       |
| Ma Baker                              | 0:28      | 0:28       |
| Y.M.C.A.                              | 0:11      | 0:11       |
| The good, the bad and the ugly        | 0:18      | 0:18       |
| Don't stop 'til you get enough        | 0:15      | 0:15       |
| Thema uit M*A*S*H                     | 0:05      | 0:05       |
| The sun ain't gonna shine anymore     | 0:15      | 0:15       |
| Overture uit Tommy                    | -         | 0:21       |
| Get off                               | 0:08      | 0:08       |
| Stars on 45                           | 0:12      | 0:59       |
| Baker Street                          | 0:16      | 0:16       |
| Bette Davis' eyes                     | 0:14      | 0:14       |
| Eve of the war                        | 0:33      | 0:44       |
| Totale duur                           | 4:23      | 5:09       |

## Hitnoteringen

### Nederland en België
| Nederlandse Top 40: 05-09-1981 t/m 31-10-1981 | Nederlandse Top 40: 05-09-1981 t/m 31-10-1981 | Nederlandse Top 40: 05-09-1981 t/m 31-10-1981 | Nederlandse Top 40: 05-09-1981 t/m 31-10-1981 | Nederlandse Top 40: 05-09-1981 t/m 31-10-1981 | Nederlandse Top 40: 05-09-1981 t/m 31-10-1981 | Nederlandse Top 40: 05-09-1981 t/m 31-10-1981 | Nederlandse Top 40: 05-09-1981 t/m 31-10-1981 | Nederlandse Top 40: 05-09-1981 t/m 31-10-1981 | Nederlandse Top 40: 05-09-1981 t/m 31-10-1981 | Nederlandse Top 40: 05-09-1981 t/m 31-10-1981 |
| Week:                                         | 1                                             | 2                                             | 3                                             | 4                                             | 5                                             | 6                                             | 7                                             | 8                                             | 9                                             |                                               |
| --------------------------------------------- | --------------------------------------------- | --------------------------------------------- | --------------------------------------------- | --------------------------------------------- | --------------------------------------------- | --------------------------------------------- | --------------------------------------------- | --------------------------------------------- | --------------------------------------------- | --------------------------------------------- |
| Positie                                       | 36                                            | 22                                            | 16                                            | 12                                            | 10                                            | 10                                            | 17                                            | 30                                            | 39                                            | uit                                           |

| Nederlandse Nationale Hitparade: 12-09-1981 t/m 07-11-1981 | Nederlandse Nationale Hitparade: 12-09-1981 t/m 07-11-1981 | Nederlandse Nationale Hitparade: 12-09-1981 t/m 07-11-1981 | Nederlandse Nationale Hitparade: 12-09-1981 t/m 07-11-1981 | Nederlandse Nationale Hitparade: 12-09-1981 t/m 07-11-1981 | Nederlandse Nationale Hitparade: 12-09-1981 t/m 07-11-1981 | Nederlandse Nationale Hitparade: 12-09-1981 t/m 07-11-1981 | Nederlandse Nationale Hitparade: 12-09-1981 t/m 07-11-1981 | Nederlandse Nationale Hitparade: 12-09-1981 t/m 07-11-1981 | Nederlandse Nationale Hitparade: 12-09-1981 t/m 07-11-1981 | Nederlandse Nationale Hitparade: 12-09-1981 t/m 07-11-1981 |
| Week:                                                      | 1                                                          | 2                                                          | 3                                                          | 4                                                          | 5                                                          | 6                                                          | 7                                                          | 8                                                          | 9                                                          |                                                            |
| ---------------------------------------------------------- | ---------------------------------------------------------- | ---------------------------------------------------------- | ---------------------------------------------------------- | ---------------------------------------------------------- | ---------------------------------------------------------- | ---------------------------------------------------------- | ---------------------------------------------------------- | ---------------------------------------------------------- | ---------------------------------------------------------- | ---------------------------------------------------------- |
| Positie:                                                   | 44                                                         | 5                                                          | 4                                                          | 6                                                          | 11                                                         | 24                                                         | 33                                                         | 41                                                         | 48                                                         | uit                                                        |

| Vlaamse Top 30: 12-09-1981 t/m 07-11-1981 | Vlaamse Top 30: 12-09-1981 t/m 07-11-1981 | Vlaamse Top 30: 12-09-1981 t/m 07-11-1981 | Vlaamse Top 30: 12-09-1981 t/m 07-11-1981 | Vlaamse Top 30: 12-09-1981 t/m 07-11-1981 | Vlaamse Top 30: 12-09-1981 t/m 07-11-1981 | Vlaamse Top 30: 12-09-1981 t/m 07-11-1981 | Vlaamse Top 30: 12-09-1981 t/m 07-11-1981 | Vlaamse Top 30: 12-09-1981 t/m 07-11-1981 | Vlaamse Top 30: 12-09-1981 t/m 07-11-1981 | Vlaamse Top 30: 12-09-1981 t/m 07-11-1981 |
| Week:                                     | 1                                         | 2                                         | 3                                         | 4                                         | 5                                         | 6                                         | 7                                         | 8                                         | 9                                         |                                           |
| ----------------------------------------- | ----------------------------------------- | ----------------------------------------- | ----------------------------------------- | ----------------------------------------- | ----------------------------------------- | ----------------------------------------- | ----------------------------------------- | ----------------------------------------- | ----------------------------------------- | ----------------------------------------- |
| Positie:                                  | 15                                        | 8                                         | 8                                         | 10                                        | 10                                        | 8                                         | 11                                        | 12                                        | 30                                        | uit                                       |

### Noteringen in andere landen
| Land                | pieknotering | aantal weken |
| ------------------- | ------------ | ------------ |
| Ierland             | 11           | 5            |
| Duitsland           | 17           | 7            |
| Verenigd Koninkrijk | 17           | ?            |